# Glenea lineatithorax
Glenea lineatithorax là một loài bọ cánh cứng trong họ Cerambycidae.